# Gyulatelep

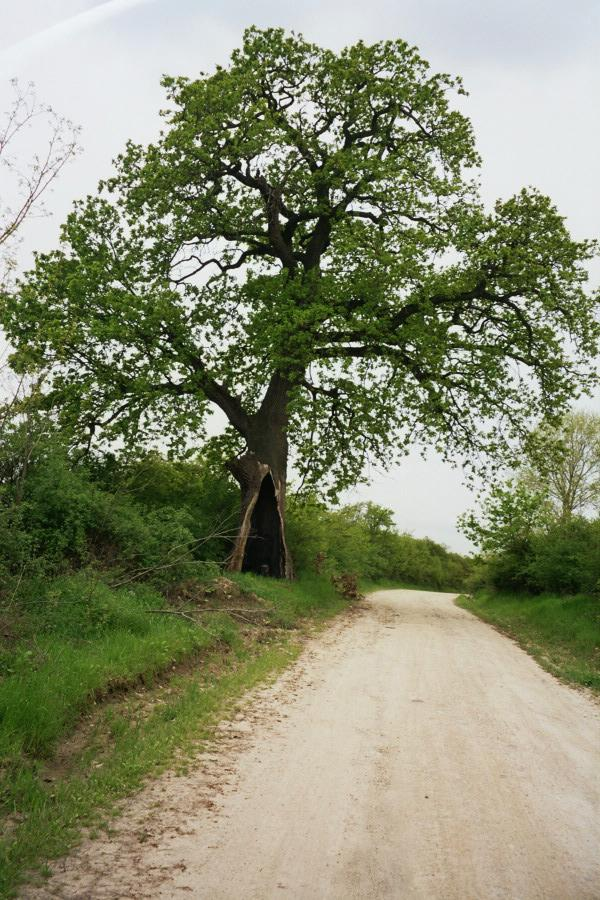
A névadó tölgyek egyike

Gyulatelep (1908-ig Szilváshelytelep, románul: Sălbăgelu Nou, 1925-ig hivatalosan Gyulatelep, helyben Satu Nou, németül: Eichenthal, ukránul: Нoвo Селбеджел) falu Romániában, a Bánátban, Krassó-Szörény megyében.

## Nevének eredete
Magyar nevét 1908-ban a telepesek kérésére, az ügyükben eljáró Rosenthal Gyula ügyvédről kapta. Hivatalos névadású román nevének jelentése 'új Szilváshely'. Német nevének jelentése 'tölgyvölgy', ami a helyén egykor létezett tölgyerdőre utal.

## Fekvése
Lugostól 18 kilométerre délkeletre, Karánsebestől 24 kilométerre északnyugatra, a Temesbe futó Vâna/Wuna patak partján fekszik.

## Népessége

### A népességszám változása
Népessége az első világháborútól az 1970-es évekig, a németek kivándorlásának kezdetéig csökkent, azóta a ruszinok betelepedésével nőtt.

### Etnikai és vallási megoszlás
- 1910-ben 419 lakosából 389 volt német, 18 magyar, nyolc román és három szerb anyanyelvű; 387 római katolikus, 24 evangélikus és hét ortodox vallású.
- 2002-ben 259 lakosából 211 volt ukrán (ruszin), 39 román és kilenc német nemzetiségű; 134 pünkösdista és 117 ortodox vallású.

## Története
A Bánát nyugati részéről érkezett német családok alapították 1896-ban Szilváshely határán, kincstári erdőbirtokon. A legtöbben lázárföldiek, torontálszécsányiak, begafőiek és nagyjécsaiak voltak. 1907-ben vált önálló kisközséggé. A többségben lévő római katolikus gyülekezet azonban nem alakított önálló plébániát, hanem leányegyházként a csukási plébániához tartozott. 1909 és 1918 között (magyar nyelvű) állami iskola működött benne. 1945 tavaszán 57 lakosát a Szovjetunióba hurcolták kényszermunkára, ahol tizenhárman meghaltak közülük. Az 1960-as évek elején lakói a városokba kezdtek költözni, és a gyerekek hiánya miatt a német iskola 1968-ban megszűnt. A faluban maradt német családok az 1970-es évek elejétől főként Németországba, részben az Amerikai Egyesült Államokba emigráltak. A helyükre többségükben pünkösdi hitű máramarosi ruszinok költöztek.